# Lijst van Belgische ministers van Begroting
Dit is een lijst van Belgische ministers van Begroting.

## Lijst
| Minister                                     | Minister                            | Partij | Partij          | Begin             | Einde             | Regering(en)                         | Bevoegdheid                                                                                 |
| -------------------------------------------- | ----------------------------------- | ------ | --------------- | ----------------- | ----------------- | ------------------------------------ | ------------------------------------------------------------------------------------------- |
|                                              | Joseph Merlot (1886-1959)           |        | PSB             | 31 maart 1946     | 27 november 1948  | Van Acker III, Huysmans en Spaak III | Minister van Begroting                                                                      |
| vacant (27 november 1948 - 3 september 1960) |                                     |        |                 |                   |                   |                                      |                                                                                             |
|                                              | Willy De Clercq (1927-2011)         |        | Liberale Partij | 3 september 1960  | 25 april 1961     | G. Eyskens III                       | Minister-onderstaatssecretaris voor Begroting                                               |
| vacant (25 april 1961 - 19 maart 1966)       |                                     |        |                 |                   |                   |                                      |                                                                                             |
|                                              | Willy De Clercq (1927-2011)         |        | PVV             | 19 maart 1966     | 17 juni 1968      | Vanden Boeynants I                   | Minister van Begroting                                                                      |
|                                              | André Cools (1927-1991)             |        | PSB             | 17 juni 1968      | 22 februari 1971  | G. Eyskens IV                        | Minister van Begroting                                                                      |
|                                              | Maurice Denis (1916-1978)           |        | PSB             | 22 februari 1971  | 21 januari 1972   | G. Eyskens IV                        | Minister van Begroting                                                                      |
|                                              | Frank Van Acker (1929-1992)         |        | BSP             | 21 januari 1972   | 26 januari 1973   | G. Eyskens V                         | Staatssecretaris voor Begroting                                                             |
|                                              | Leo Tindemans (1922-2014)           |        | CVP             | 26 januari 1973   | 25 april 1974     | Leburton                             | Minister van Begroting                                                                      |
|                                              | Antoine Humblet (1922-2011)         |        | PSC             | 26 januari 1973   | 25 april 1974     | Leburton                             | Staatssecretaris Begroting                                                                  |
|                                              | Gaston Geens (1931-2002)            |        | CVP             | 25 april 1974     | 3 juni 1977       | Tindemans I, II, III                 | Staatssecretaris Begroting (tot 8 december 1976) Minister Begroting (vanaf 8 december 1976) |
|                                              | Mark Eyskens (1933)                 |        | CVP             | 3 juni 1977       | 3 april 1979      | Tindemans IV, Vanden Boeynants II    | Staatssecretaris Begroting                                                                  |
|                                              | Guy Spitaels (1931-2012)            |        | PS              | 3 april 1979      | 18 mei 1980       | Martens I, II                        | Minister Begroting                                                                          |
|                                              | Gaston Geens (1931-2002)            |        | CVP             | 18 mei 1980       | 22 oktober 1980   | Martens III                          | Minister Begroting                                                                          |
|                                              | Guy Mathot (1941-2005)              |        | PS              | 22 oktober 1980   | 17 december 1981  | Martens IV, M. Eyskens               | Minister Begroting                                                                          |
|                                              | Philippe Maystadt (1948-2017)       |        | PSC             | 17 december 1981  | 28 november 1985  | Martens V                            | Minister Begroting                                                                          |
|                                              | Guy Verhofstadt (1953)              |        | PVV             | 28 november 1985  | 9 mei 1988        | Martens VI, VII                      | Minister Begroting                                                                          |
|                                              | Hugo Schiltz (1927-2006)            |        | VU              | 9 mei 1988        | 29 september 1991 | Martens VIII                         | Minister Begroting                                                                          |
|                                              | Wivina Demeester (1943)             |        | CVP             | 29 september 1991 | 21 januari 1992   | Martens IX                           | Minister Begroting                                                                          |
|                                              | Wilfried Martens (1936-2013)        |        | CVP             | 21 januari 1992   | 7 maart 1992      | Martens IX                           | Eerste Minister Begroting                                                                   |
|                                              | Mieke Offeciers-Van De Wiele (1952) |        | CVP             | 7 maart 1992      | 5 september 1993  | Dehaene I                            | Minister Begroting                                                                          |
|                                              | Herman Van Rompuy (1947)            |        | CVP             | 5 september 1993  | 12 juli 1999      | Dehaene I en II                      | Minister Begroting                                                                          |
|                                              | Johan Vande Lanotte (1955)          |        | SP/sp.a         | 12 juli 1999      | 17 oktober 2005   | Verhofstadt I, II                    | Minister Begroting                                                                          |
|                                              | Freya Van den Bossche (1975)        |        | sp.a            | 17 oktober 2005   | 21 december 2007  | Verhofstadt II                       | Minister Begroting                                                                          |
|                                              | Yves Leterme (1960)                 |        | CD&V            | 21 december 2007  | 20 maart 2008     | Verhofstadt III                      | Minister Begroting                                                                          |
|                                              | Melchior Wathelet (1977)            |        | cdH             | 20 maart 2008     | 6 december 2011   | Leterme I, Van Rompuy, Leterme II    | Staatssecretaris Begroting                                                                  |
|                                              | Guy Vanhengel (1958)                |        | Open Vld        | 17 juli 2009      | 6 december 2011   | Van Rompuy, Leterme II               | Minister Begroting                                                                          |
|                                              | Olivier Chastel (1964)              |        | MR              | 6 december 2011   | 11 oktober 2014   | Di Rupo                              | Minister Begroting                                                                          |
|                                              | Hervé Jamar (1965)                  |        | MR              | 11 oktober 2014   | 22 september 2015 | Michel I                             | Minister Begroting                                                                          |
|                                              | Sophie Wilmès (1975)                |        | MR              | 22 september 2015 | 27 oktober 2019   | Michel I, II                         | Minister Begroting                                                                          |
|                                              | David Clarinval (1976)              |        | MR              | 27 oktober 2019   | 1 oktober 2020    | Wilmès I, II                         | Minister Begroting                                                                          |
|                                              | Eva De Bleeker (1974)               |        | Open Vld        | 1 oktober 2020    | 18 november 2022  | De Croo                              | Staatssecretaris Begroting                                                                  |
|                                              | Alexia Bertrand (1979)              |        | Open Vld        | 18 november 2022  | 3 februari 2025   | De Croo                              | Staatssecretaris Begroting                                                                  |
|                                              | Vincent Van Peteghem (1980)         |        | CD&V            | 3 februari 2025   | heden             | De Wever                             | Minister Begroting                                                                          |